# 백블레이즈
백블레이즈(Backblaze)는 데이터 스토리지 제공업체이다. 두 가지 제품을 제공한다:
- B2 클라우드 스토리지(B2 Cloud Storage) - 아마존의 S3과 비슷한 오브젝트 스토리지 서비스.[1]
- 컴퓨터 백업(Computer Backup) - 윈도우 및 macOS 사용자들이 자신의 데이터를 외부 데이터 센터로 백업할 수 있게 하는 온라인 백업 도구.

이 서비스는 최종 사용자를 대상으로 설계되었으며, 무제한 스토리지 공간을 제공하고 무제한 파일 크기를 지원한다.

## 개요
2007년에 설립된 백블레이즈의 자본금은 총 5,300,000 달러로 상승한다.
백블레이즈의 최초 제품은 컴퓨터 백업(Computer Backup)이다. 컴퓨터가 유휴 상태일 때나 한 시간에 한 번씩 예약을 잡아서 사용자가 데이터를 지속적으로, 수동으로 백업할 수 있게 한다. 이 서비스는 보안을 위해 AES 암호화를 사용하며 데이터 압축과 대역폭 제한을 사용하여 업로드 및 다운로드 시간을 줄인다. 복원이 필요한 파일들은 디지털 다운로드 형태, 최대 4 TB의 외장 USB 하드 드라이브, 최대 128 GB의 USB 플래시 드라이브로 전달받을 수 있다.
2015년 9월, 백블레이즈는 B2 클라우드 스토리지(B2 Cloud Storage)라는 이름의 새로운 제품을 런칭하였다. IaaS 기반이며 비록 웹 프론트 엔드와 API도 사용이 가능하지만 소프트웨어의 연동을 목표로 한다. 아마존 S3와 마이크로소프트 애저와 같은 서비스와 직접적으로 경쟁한다.

## 기술

### 데이터 복제
백블레이즈의 데이터 센터에 업로드된 데이터는 각 파일에 대해 17개의 데이터 샤드(shard)와 서드파티 샤드에 샤드 처리된다. 패리티 샤드 비트는 리드 솔로몬 부호 알고리즘에 의해 계산된다. 이 샤드들은 20개의 스토리지 팟에 저장되며 각각 별도의 캐비넷에 담겨있어 전체 캐비넷에 대한 전력 손실에 탄력적이다. 백블레이즈 사는 볼트 아키텍처가 99.99999% 연간 내구성을 보장하도록 설계되어 있다고 이야기하였다.

### 암호화
백블레이즈는 AES와 SSL 암호화를 결합하여 사용자의 데이터를 보호한다. 모든 데이터는 백블레이즈 StoragePods에 저장되며 사용자의 개인 키(사용자 이름과 암호)로 암호화된다. 추가 보안과 개인 정보 보호를 원하는 사용자들은 백블레이드 서버에 암호를 저장하지 않는 방식으로 개인 키를 암호화하는 암호화 시스템을 사용할 수도 있다.

### StoragePod 오픈 디자인

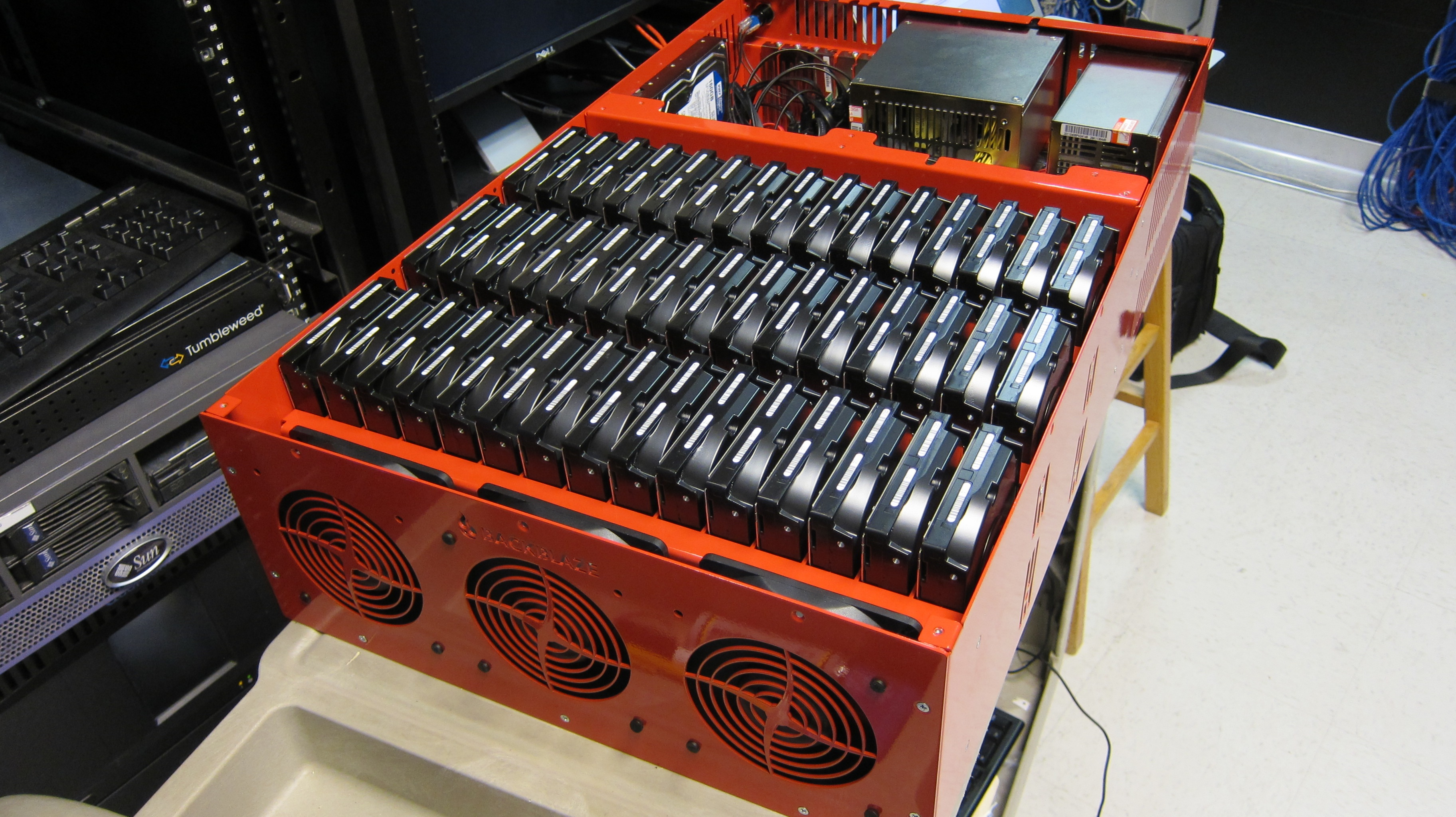
StoragePod의 오픈 디자인을 사용한 서버 케이스.

2009년과 2011년에 백블레이즈는 데이터센터의 스토리지 서버가 사용하는 컴퓨터 케이스의 CAD 도면을 공개하였다. x64 프로세서, 디스크, 메인보드, 고집약 스토리지 서버와 같은 상용 기성품 격인 부품들은 상용 제품보다 더 낮은 가격으로 제조가 가능하다.
2013년 2월, 스토리지 용적이 증대되고 기타 업그레이드가 포함된 버전 3.0의 팟을 선보였다.
2014년 3월, 더 빨라지고 가격이 더 저렴해진 버전 4.0의 팟을 선보였으며 트윅(tweak)된 버전의 4.5는 2015년 3월에 선보였다.
2015년 11월, 버전 5.0의 스토리지 팟이 출시되었으며 메인보드, CPU, SATA 카드가 업그레이드되었고 메모리가 32 GB로 증대되었다.